# Il "dritto" di Hollywood
Il "dritto" di Hollywood (The Right Approach) è un film del 1961 diretto da David Butler.
È un film drammatico statunitense con Frankie Vaughan, Martha Hyer e Juliet Prowse. È basato sull'opera teatrale del 1950  The Live Wire di Garson Kanin.

## Produzione
Il film, diretto da David Butler su una sceneggiatura di Fay Kanin e Michael Kanin e un soggetto di Garson Kanin (autore dell'opera teatrale), fu prodotto da Oscar Brodney per la Twentieth Century Fox Film Corporation e girato nei 20th Century Fox Studios a Century City, Los Angeles, California.

## Distribuzione
Il film fu distribuito con il titolo The Right Approach negli Stati Uniti nel 1961 (première a New York il 17 maggio) al cinema dalla Twentieth Century Fox.
- in Finlandia il 6 luglio 1962 (Näpit irti heilastani)
- in Italia (Il "dritto" di Hollywood)
- in Brasile (O Canalha)
- in Grecia (I gynaika thelei doulema)
- in Italia (Il dritto di Hollywood)

## Promozione
La tagline è: The lowdown on bachelor boys - and their search for girls!.